# Bahnstrecke Liberec–Kořenov
| |                                           |                                                           |                                                           |
| Kursbuchstrecke (SŽ): | 036                                       |                                                           |                                                           |
| Streckenlänge: | 34,257 km                                 |                                                           |                                                           |
| Spurweite: | 1435 mm (Normalspur)                      |                                                           |                                                           |
| Streckenklasse: | C3 (Liberec–Tanvald) A1 (Tanvald–Kořenov) |                                                           |                                                           |
| Maximale Neigung: | Adhäsion 40,0 ‰ Zahnstange 58,0 ‰         |                                                           |                                                           |
| Zahnstangensystem: | Abt                                       |                                                           |                                                           |
| Streckengeschwindigkeit: | 50 km/h                                   |                                                           |                                                           |
| |                                           |                                                           |                                                           |
| \| \| \| von Zittau (vorm. ZRE) \| \| \| \| \| von Zawidów (vorm. SNDVB) \| \| \| \| 0,000 \| Liberec früher Reichenberg \| 372 m \| \| \| \| nach Pardubice (vorm. SNDVB) \| \| \| \| \| nach Řetenice (vorm. ATE) \| \| \| \| 1,400 \| Liberec-Horní Ružodol früher Oberrosenthal (bis 1948) \| Liberec-Horní Ružodol früher Oberrosenthal (bis 1948) \| \| \| \| Řetenice–Liberec dolni n. (alt, vorm. ATE) \| \| \| \| \| Verbindungskurve von Liberec-Horní Růžodol \| \| \| \| 2,286 \| Liberec-Rochlice früher Röchlitz \| 375 m \| \| \| 3,775 \| Vesec u Liberce früher Maffersdorf-Fabrik \| 375 m \| \| \| 4,734 \| Vratislavice nad Nisou früher Maffersdorf \| 385 m \| \| \| 5,700 \| Vratislavice kyselka früher Maffersdorf-Sauerbrunn \| 375 m \| \| \| 7,094 \| Proseč nad Nisou früher Proschwitz \| 392 m \| \| \| \| Rehböckelviadukt \| \| \| \| 10,175 \| Prosečsky tunel (63 m) \| Prosečsky tunel (63 m) \| \| \| 10,836 \| Jablonec nad Nisou dolní n. früher Gablonz-Brandl \| 475 m \| \| \| 12,186 \| Jablonec nad Nisou früher Gablonz (Neiße) \| 500 m \| \| \| 13,223 \| Jablonec nad Nisou centrum (seit 2010) \| Jablonec nad Nisou centrum (seit 2010) \| \| \| 14,082 \| Jablonec nad Nisou zastávka früher Obergablonz \| 517 m \| \| \| 15,047 \| Nová Ves nad Nisou früher Neudorf (Neiße) \| 528 m \| \| \| 16,336 \| Jablonecké Paseky früher Bad Schlag \| 544 m \| \| \| 17,877 \| Dolnolučanský (82 m) \| Dolnolučanský (82 m) \| \| \| 18,000 \| Dolní Lučany früher Unterwiesenthal \| 584 m \| \| \| 19,443 \| Lučany nad Nisou früher Wiesenthal (Neiße) \| 604 m \| \| \| 19,824 \| Smržovský \| Smržovský \| \| \| 20,689 \| Smržovka früher Morchenstern \| 598 m \| \| \| \| nach Josefův Důl (vorm. RGTE) \| \| \| \| \| Viadukt Smržovka (Bettelgrundviadukt) \| \| \| \| 21,806 \| Smržovka-Luční (seit 2010) \| Smržovka-Luční (seit 2010) \| \| \| 22,350 \| Smržovka střed früher Mittelmorchenstern \| 563 m \| \| \| \| Straßenbrücke Smržovka střed an der alten Glasschleiferei \| \| \| \| \| Smržovka-Zvonková (geplant) \| \| \| \| 24,438 \| Smržovka dolní nádraží früher Untermorchenstern \| 514 m \| \| \| \| Kamenice \| \| \| \| 25,689 \| Hornotanvaldský (71 m) \| Hornotanvaldský (71 m) \| \| \| 25,991 \| Dolnotanvaldský (48 m) \| Dolnotanvaldský (48 m) \| \| \| 26,548 \| Tanvald zastávka früher Unter Tannwald \| 475 m \| \| \| \| Desná \| \| \| \| \| von Železný Brod (vorm. SNDVB) \| \| \| \| 27,390 \| Tanvald früher Tannwald-Schumburg \| 466 m \| \| \| \| Desná (29 m) \| \| \| \| \| Beginn Zahnstange \| \| \| \| 27,776 \| Žďárský tunel (67 m) \| Žďárský tunel (67 m) \| \| \| \| Ende Zahnstange \| \| \| \| 28,822 \| Desná früher Tiefenbach-Dessendorf \| 497 m \| \| \| \| Bílá Desná (28 m) \| \| \| \| 29,438 \| Desenský (252 m) \| Desenský (252 m) \| \| \| 29,785 \| vlečka Jablonecké sklárny \| vlečka Jablonecké sklárny \| \| \| 29,914 \| Desná-Riedlova vila (seit 2010) \| 520 m \| \| \| \| Beginn Zahnstange \| \| \| \| 29,973 \| Černá Desná (71 m) \| Černá Desná (71 m) \| \| \| 30,376 \| Dolnopolubenský (166 m) \| Dolnopolubenský (166 m) \| \| \| \| Ende Zahnstange (seit 1992) \| \| \| \| 30,636 \| Dolní Polubný früher Unterpolaun \| 542 m \| \| \| 30,687 \| vlečka Jablonecké sklárny \| vlečka Jablonecké sklárny \| \| \| \| Beginn Zahnstange (seit 1992), Maximale Neigung 58 ‰ \| \| \| \| 31,617 \| Desná-Pustínská (seit 2010) \| 595 m \| \| \| 32,580 \| Kořenov zastávka früher Přichowitz \| 647 m \| \| \| 32,691 \| Polubenský (940 m) \| Polubenský (940 m) \| \| \| \| Ende Zahnstange \| \| \| \| 34,257 \| Kořenov früher Grünthal \| 701 m \| \| \| 34,792 \| ehem. Infrastrukturgrenze RGTE / Preuß. Stb. \| ehem. Infrastrukturgrenze RGTE / Preuß. Stb. \| \| \| \| nach Jelenia Góra (vorm. Preußische Staatsbahn) \| \| \| \| \| \| \| \| Quellen: [1] \| \| \| \| |                                           |                                                           |                                                           |
| Strecke |                                           | von Zittau (vorm. ZRE)                                    | von Zittau (vorm. ZRE)                                    |
| Abzweig geradeaus und von links |                                           | von Zawidów (vorm. SNDVB)                                 | von Zawidów (vorm. SNDVB)                                 |
| Bahnhof | 0,000                                     | Liberec früher Reichenberg                                | 372 m                                                     |
| Abzweig geradeaus und nach rechts |                                           | nach Pardubice (vorm. SNDVB)                              | nach Pardubice (vorm. SNDVB)                              |
| Abzweig geradeaus und nach rechts |                                           | nach Řetenice (vorm. ATE)                                 | nach Řetenice (vorm. ATE)                                 |
| ehemaliger Haltepunkt / Haltestelle | 1,400                                     | Liberec-Horní Ružodol früher Oberrosenthal (bis 1948)     | Liberec-Horní Ružodol früher Oberrosenthal (bis 1948)     |
| Kreuzung geradeaus oben |                                           | Řetenice–Liberec dolni n. (alt, vorm. ATE)                | Řetenice–Liberec dolni n. (alt, vorm. ATE)                |
| Abzweig geradeaus und von rechts |                                           | Verbindungskurve von Liberec-Horní Růžodol                | Verbindungskurve von Liberec-Horní Růžodol                |
| Haltepunkt / Haltestelle | 2,286                                     | Liberec-Rochlice früher Röchlitz                          | 375 m                                                     |
| Bahnhof | 3,775                                     | Vesec u Liberce früher Maffersdorf-Fabrik                 | 375 m                                                     |
| Haltepunkt / Haltestelle | 4,734                                     | Vratislavice nad Nisou früher Maffersdorf                 | 385 m                                                     |
| ehemaliger Haltepunkt / Haltestelle | 5,700                                     | Vratislavice kyselka früher Maffersdorf-Sauerbrunn        | 375 m                                                     |
| Haltepunkt / Haltestelle | 7,094                                     | Proseč nad Nisou früher Proschwitz                        | 392 m                                                     |
| Brücke |                                           | Rehböckelviadukt                                          | Rehböckelviadukt                                          |
| Tunnel | 10,175                                    | Prosečsky tunel (63 m)                                    | Prosečsky tunel (63 m)                                    |
| Bahnhof | 10,836                                    | Jablonec nad Nisou dolní n. früher Gablonz-Brandl         | 475 m                                                     |
| Bahnhof | 12,186                                    | Jablonec nad Nisou früher Gablonz (Neiße)                 | 500 m                                                     |
| Haltepunkt / Haltestelle | 13,223                                    | Jablonec nad Nisou centrum (seit 2010)                    | Jablonec nad Nisou centrum (seit 2010)                    |
| Haltepunkt / Haltestelle | 14,082                                    | Jablonec nad Nisou zastávka früher Obergablonz            | 517 m                                                     |
| Haltepunkt / Haltestelle | 15,047                                    | Nová Ves nad Nisou früher Neudorf (Neiße)                 | 528 m                                                     |
| Haltepunkt / Haltestelle | 16,336                                    | Jablonecké Paseky früher Bad Schlag                       | 544 m                                                     |
| Tunnel | 17,877                                    | Dolnolučanský (82 m)                                      | Dolnolučanský (82 m)                                      |
| ehemaliger Haltepunkt / Haltestelle | 18,000                                    | Dolní Lučany früher Unterwiesenthal                       | 584 m                                                     |
| Haltepunkt / Haltestelle | 19,443                                    | Lučany nad Nisou früher Wiesenthal (Neiße)                | 604 m                                                     |
| Tunnel | 19,824                                    | Smržovský                                                 | Smržovský                                                 |
| Bahnhof | 20,689                                    | Smržovka früher Morchenstern                              | 598 m                                                     |
| Abzweig geradeaus und nach links |                                           | nach Josefův Důl (vorm. RGTE)                             | nach Josefův Důl (vorm. RGTE)                             |
| Brücke |                                           | Viadukt Smržovka (Bettelgrundviadukt)                     | Viadukt Smržovka (Bettelgrundviadukt)                     |
| Haltepunkt / Haltestelle | 21,806                                    | Smržovka-Luční (seit 2010)                                | Smržovka-Luční (seit 2010)                                |
| Haltepunkt / Haltestelle | 22,350                                    | Smržovka střed früher Mittelmorchenstern                  | 563 m                                                     |
| Brücke |                                           | Straßenbrücke Smržovka střed an der alten Glasschleiferei | Straßenbrücke Smržovka střed an der alten Glasschleiferei |
| ehemaliger Haltepunkt / Haltestelle |                                           | Smržovka-Zvonková (geplant)                               | Smržovka-Zvonková (geplant)                               |
| Bahnhof | 24,438                                    | Smržovka dolní nádraží früher Untermorchenstern           | 514 m                                                     |
| Brücke |                                           | Kamenice                                                  | Kamenice                                                  |
| Tunnel | 25,689                                    | Hornotanvaldský (71 m)                                    | Hornotanvaldský (71 m)                                    |
| Tunnel | 25,991                                    | Dolnotanvaldský (48 m)                                    | Dolnotanvaldský (48 m)                                    |
| Haltepunkt / Haltestelle | 26,548                                    | Tanvald zastávka früher Unter Tannwald                    | 475 m                                                     |
| Brücke |                                           | Desná                                                     | Desná                                                     |
| Abzweig geradeaus und von rechts |                                           | von Železný Brod (vorm. SNDVB)                            | von Železný Brod (vorm. SNDVB)                            |
| Bahnhof | 27,390                                    | Tanvald früher Tannwald-Schumburg                         | 466 m                                                     |
| Brücke |                                           | Desná (29 m)                                              | Desná (29 m)                                              |
| |                                           | Beginn Zahnstange                                         |                                                           |
| Tunnel | 27,776                                    | Žďárský tunel (67 m)                                      | Žďárský tunel (67 m)                                      |
| |                                           | Ende Zahnstange                                           |                                                           |
| Bahnhof | 28,822                                    | Desná früher Tiefenbach-Dessendorf                        | 497 m                                                     |
| Brücke |                                           | Bílá Desná (28 m)                                         | Bílá Desná (28 m)                                         |
| Tunnel | 29,438                                    | Desenský (252 m)                                          | Desenský (252 m)                                          |
| Abzweig geradeaus und nach links | 29,785                                    | vlečka Jablonecké sklárny                                 | vlečka Jablonecké sklárny                                 |
| Haltepunkt / Haltestelle | 29,914                                    | Desná-Riedlova vila (seit 2010)                           | 520 m                                                     |
| |                                           | Beginn Zahnstange                                         |                                                           |
| Brücke | 29,973                                    | Černá Desná (71 m)                                        | Černá Desná (71 m)                                        |
| Tunnel | 30,376                                    | Dolnopolubenský (166 m)                                   | Dolnopolubenský (166 m)                                   |
| |                                           | Ende Zahnstange (seit 1992)                               |                                                           |
| Bahnhof | 30,636                                    | Dolní Polubný früher Unterpolaun                          | 542 m                                                     |
| Abzweig geradeaus und nach links | 30,687                                    | vlečka Jablonecké sklárny                                 | vlečka Jablonecké sklárny                                 |
| |                                           | Beginn Zahnstange (seit 1992), Maximale Neigung 58 ‰      |                                                           |
| Haltepunkt / Haltestelle | 31,617                                    | Desná-Pustínská (seit 2010)                               | 595 m                                                     |
| Haltepunkt / Haltestelle | 32,580                                    | Kořenov zastávka früher Přichowitz                        | 647 m                                                     |
| Tunnel | 32,691                                    | Polubenský (940 m)                                        | Polubenský (940 m)                                        |
| |                                           | Ende Zahnstange                                           |                                                           |
| Bahnhof | 34,257                                    | Kořenov früher Grünthal                                   | 701 m                                                     |
| Kilometer-Wechsel | 34,792                                    | ehem. Infrastrukturgrenze RGTE / Preuß. Stb.              | ehem. Infrastrukturgrenze RGTE / Preuß. Stb.              |
| Strecke |                                           | nach Jelenia Góra (vorm. Preußische Staatsbahn)           | nach Jelenia Góra (vorm. Preußische Staatsbahn)           |
| |                                           |                                                           |                                                           |
| Quellen: |                                           |                                                           |                                                           |

Die Bahnstrecke Liberec–Kořenov ist eine Eisenbahnverbindung in Tschechien, die ursprünglich von der Reichenberg-Gablonz-Tannwalder Eisenbahn (RGTE) als staatlich garantierte Lokalbahn errichtet und betrieben wurde. Sie zweigt in Liberec (Reichenberg) von der Bahnstrecke Liberec–Zawidów ab und führt im Isergebirge über Jablonec nad Nisou (Gablonz) und Tanvald (Tannwald) nach Kořenov (Wurzelsdorf), wo sie in die Bahnstrecke Jelenia Góra–Kořenov einmündet.
Der Abschnitt zwischen Tanvald und Kořenov (Tannwalder Zahnradbahn – Tanvaldská ozubnicová dráha) ist eine der letzten noch betriebsfähigen normalspurigen Zahnradbahnstrecken Europas für kombinierten Reibungs- und Zahnradbetrieb. Sie steht seit 1992 als Kulturdenkmal unter staatlichem Schutz.

## Geschichte

### Vorgeschichte und Bau der Strecke Reichenberg–Tannwald-Schumburg
Am 3. Juli 1886 wurde der Firma „Lindheim & Comp.“ die Konzession zum Bau und Betrieb einer Lokalbahn von Reichenberg nach Gablonz an der Neiße ausgestellt. Gleichzeitig wurde auch die Genehmigung für den etwaigen Weiterbau bis Tannwald erteilt. Der Bau erfolgte recht schnell, bis auf den kurzen Viadukt über den Rehböckelgrund und einem kurzen Tunnel bei Brandl waren keine größeren Kunstbauten zu errichten. Am 25. November 1888 wurde die Strecke eröffnet.
Deutlich größere technische Schwierigkeiten waren dagegen beim Weiterbau der Strecke bis Tannwald zu bewältigen. Mehrere Tunnel und der große Viadukt über den Bettelgrund bei Morchenstern ließen die Baukosten in die Höhe schnellen. Am 12. Juli 1894 wurde der Zugverkehr bis Wiesenthal aufgenommen, die restliche Strecke ging am 10. Oktober 1894 in Betrieb.

### Der Bau der Zahnradbahn nach Grünthal
Grundlage für die Fortführung der Strecke von Tannwald nach Grünthal (Polaun) und weiter nach Petersdorf in Preußisch Schlesien war ein Staatsvertrag zwischen Österreich-Ungarn und dem Deutschen Reich vom 5. November 1898. Er trat mit dem Austausch der Ratifikationsurkunden am 16. Dezember 1897 in Wien in Kraft.
Die österreichische Regierung vergab die Konzession für die Localbahn Tannwald–Grünthal am 15. Dezember 1899 an die RGTE. Die Konzessionsdauer erstreckte sich bis zum 2. Juli 1976. Die RGTE wurde gesetzlich verpflichtet, die konzessionierte Bahn innerhalb von zweieinhalb Jahren zu vollenden und dem öffentlichen Verkehr zu übergeben. Mit den bereits bestehenden Lokalbahnen Reichenberg–Gablonz–Tannwald und Morchenstern–Maxdorf sollte die neue Strecke ein einheitliches Unternehmen bilden.
Der enorme Höhenunterschied zwischen Anfangs- und Endbahnhof von 235 Metern zwang die Erbauer zu besonderen technischen Lösungen. Auf insgesamt 4744 Metern wurden zwei Zahnstangenabschnitte System Abt angelegt. Damit war die Strecke Tannwald–Grünthal die erste und einzige Zahnradbahn in Böhmen. Die größte Neigung beträgt 58 Promille.
Am 30. Juni 1902 wurde die Strecke mit einem Festzug eröffnet. Einen Tag später – am 1. Juli 1902 – wurde der planmäßige Zugverkehr aufgenommen. Die Inbetriebnahme der preußischen Anschlussstrecke von Grünthal nach Petersdorf verzögerte sich noch bis in den Oktober 1902. Am 1. Oktober 1902 wurde der Güterverkehr aufgenommen, am 20. Oktober 1902 auch der Reiseverkehr.

### Bis zum Ersten Weltkrieg
Die Betriebsführung auf der neuen Strecke übernahm die Süd-Norddeutsche Verbindungsbahn (SNDVB). Am 1. Juli 1902 übernahmen die k.k. Staatsbahnen (kkStB) die Betriebsführung von der SNDVB.

### Im Betrieb der ČSD bis 1938
Nach dem Ersten Weltkrieg übernahmen die neu gegründeten Tschechoslowakischen Staatsbahnen ČSD die Betriebsführung von den kkStB. Deren erster Fahrplan von 1919 verzeichnete insgesamt drei Reisezugpaare über die Gesamtstrecke. Die Fahrzeit über die 37 Kilometer zwischen Reichenberg und Grünthal betrug dabei bis zu 160 Minuten.
Am 1. Januar 1930 wurde die RGTE verstaatlicht. Seitdem waren die ČSD auch Eigentümer der Infrastruktur. Ab Anfang der 1930er Jahre setzten die ČSD wie auch auf anderen Lokalbahnen ihre Tatra-Turmtriebwagen ein, was zu einer deutlichen Beschleunigung des Reiseverkehrs führte. Für die zwölf Kilometer lange Strecke zwischen Reichenberg und Gablonz benötigten die Triebwagen nur noch 19 Minuten.

### Im Zweiten Weltkrieg

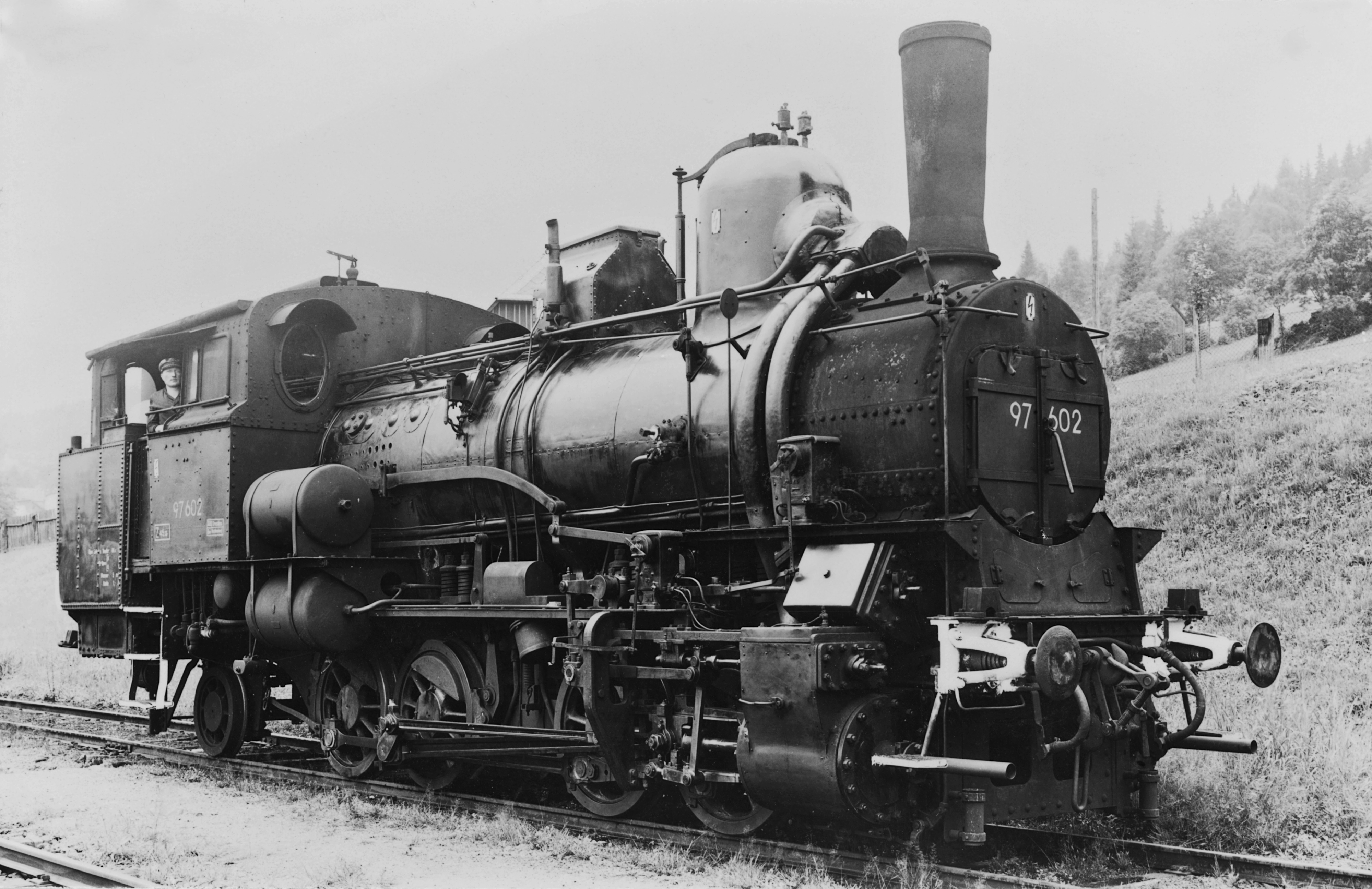
DR 97 602 im Bahnhof Polaun (1941)

Nach der Angliederung des Sudetenlandes an Deutschland im Herbst 1938 kam die Strecke zur Deutschen Reichsbahn, Reichsbahndirektion Dresden. Im Reichskursbuch war die Verbindung nun als KBS 160p Reichenberg–Tannwald-Schumburg–Polaun enthalten. Mit Beginn des Zweiten Weltkriegs am 1. September 1939 wurden die Triebwagen abgestellt und alle Reisezüge verkehrten wieder mit Dampflokomotiven.
Wegen der veränderten Verkehrsströme – die nun im Wesentlichen auf das sog. „Altreich“ ausgerichtet waren – begannen die Planungen für einen Neubau einer Hauptbahn zwischen Reichenberg über Gablonz nach Polaun, um dort den Anschluss an die elektrifizierte und gut ausgebaute vorhandene Trasse nach Hirschberg (Zackenbahn) herzustellen. Vorgesehen war eine deutlich höher gelegene Trassierung entlang der Bergflanken mit geringeren Steigungen, die auch den umständlichen Zahnradbetrieb erübrigt hätte. Alternativ plante man auch die Elektrifizierung der vorhandenen Trasse zwischen Tannwald und Polaun. Auch in diesem Fall hätte man den Zahnradbetrieb nach dem Vorbild der Höllentalbahn im Schwarzwald aufgeben können. Wegen des Krieges kam es jedoch nicht zu einer Realisierung dieser Planungen.
Mit Kriegsende am 8. Mai 1945 kam der Verkehr auf der Strecke zum Erliegen. Der planmäßige Verkehr über die wieder eingerichtete Staatsgrenze wurde eingestellt.

### Nach dem Zweiten Weltkrieg
Am 9. Mai 1945 kam die Strecke wieder zu den ČSD.
Als 1955 die schon lange geplante Straßenbahnverbindung zwischen Reichenberg und Gablonz eröffnet wurde, verlagerte sich nunmehr ein Teil des Reiseverkehrs dorthin. Trotzdem behielt die Bahnstrecke ihre Bedeutung als wichtige Verbindungsbahn in einem dicht besiedelten Verdichtungsraum.

### Modernisierung der Zahnradbahn

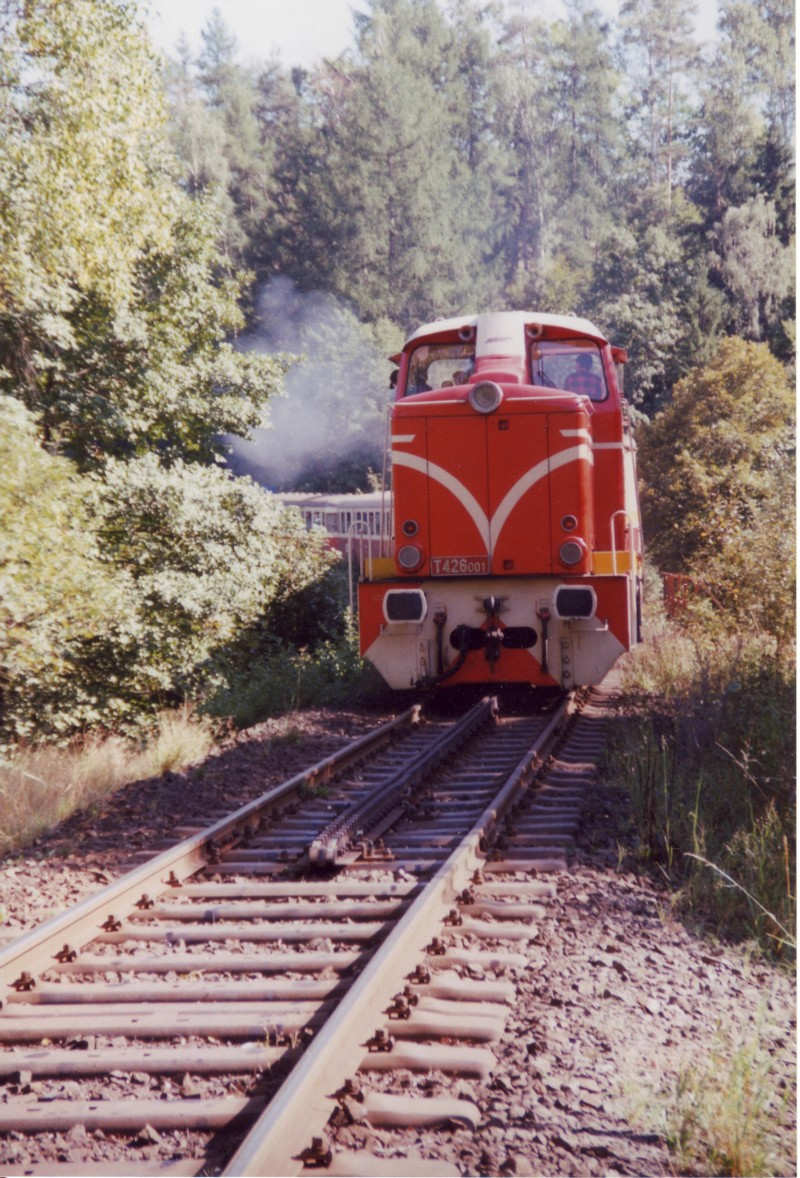
Schiebende Zahnradlokomotive bei Einfahrt in den zweiten Zahnstangenabschnitt (1997)

Im Jahre 1958 kam der ehemals preußische Bahnhof Strickerhäuser durch einen Gebietsaustausch mit Polen zur Tschechoslowakei. Die gesamte Strecke wurde von 1958 bis 1962 instand gesetzt. Während dieser Zeit ruhte der Verkehr. Im Jahre 1963 ging die Strecke mit der Erweiterung bis Harrachov wieder in Betrieb.
Im Jahre 1961 wurden neue Zahnraddiesellokomotiven von SGP in Österreich beschafft. Im Reisezugverkehr kamen nunmehr als Neuerung Triebwagen ohne Zahnradantrieb zum Einsatz, die für den Steilstreckenbetrieb geeignet waren.
In den 1980er-Jahren wurde dann doch eine Ablösung des unwirtschaftlichen Zahnradbetriebes dringlich. Speziell für diese Strecke beschaffte Diesellokomotiven ohne Zahnradantrieb lösten die Zahnradlokomotiven ab. Die speziellen Gleisanlagen wurden jedoch nicht abgebaut, sondern blieben auch weiterhin betriebsfähig.
Am 1. Januar 1993 ging die Strecke im Zuge der Auflösung der Tschechoslowakei an die neu gegründeten České dráhy (ČD) über. Seit 2003 gehört sie zum Netz des staatlichen Infrastrukturbetreibers Správa železniční dopravní cesty (SŽDC), heute: Správa železnic.

### Stilllegungspläne
Im Jahre 1997 schien das Ende des Abschnitts von Tanvald über Kořenov nach Harrachov besiegelt. Unter Anteilnahme tausender Eisenbahnfreunde verkehrten am 27. September 1997 die (vorerst) letzten Reisezüge. Doch schon im Jahr darauf verkehrten unter der Regie der Privatbahn GJW aus Prag wieder planmäßig Züge nach Harrachov. Vorgesehen war auch ein regelmäßiger Zugverkehr nach Szklarska Poręba, dazu kam es jedoch nicht. Wegen Unrentabilität stellte die private Bahn den Verkehr wieder ein, jedoch führten nunmehr wieder die ČD den Verkehr fort.

### Neue Perspektiven

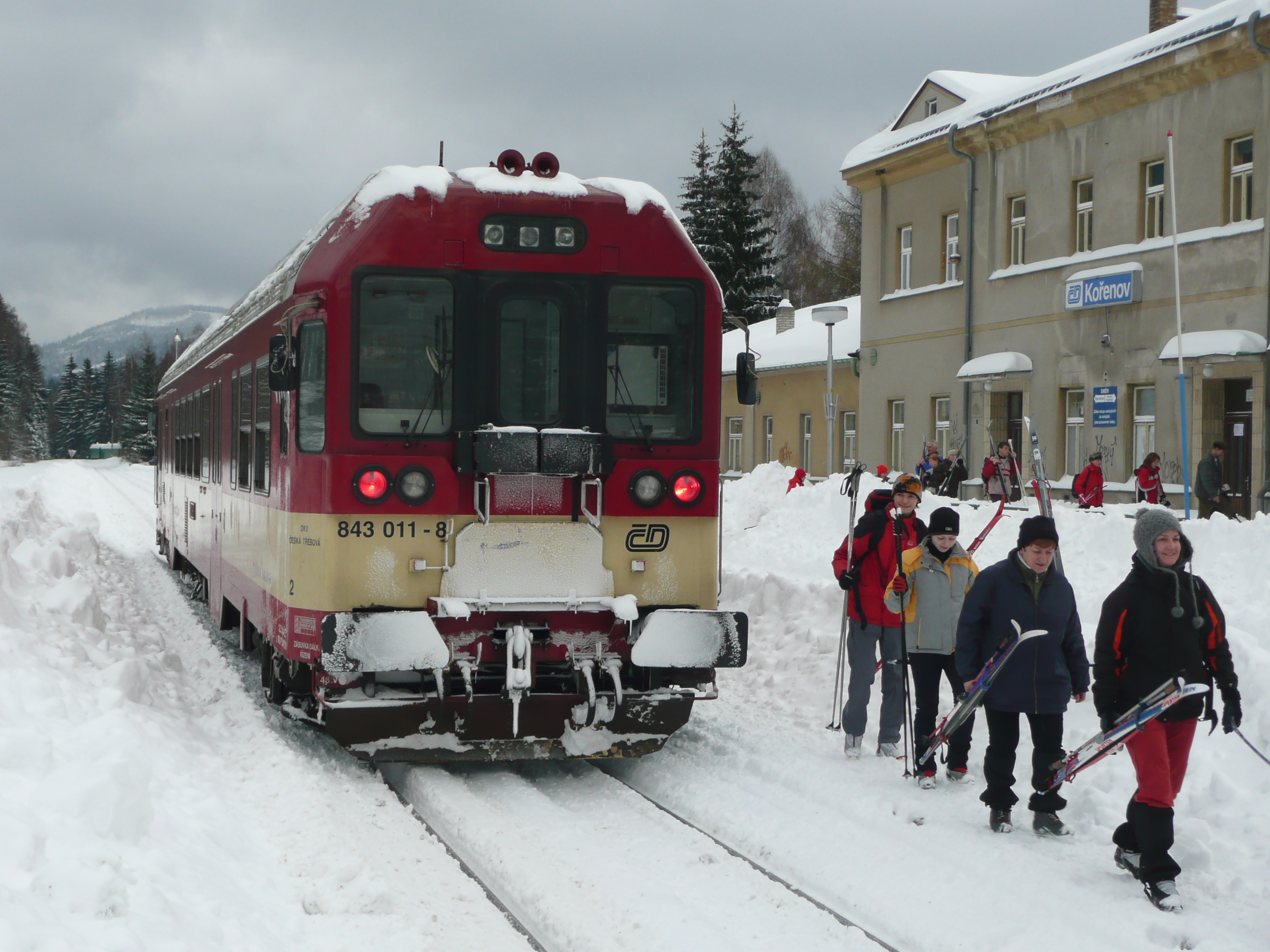
Triebwagen der Baureihe 843 als Personenzug nach Harrachov im Bahnhof Kořenov (Januar 2010)

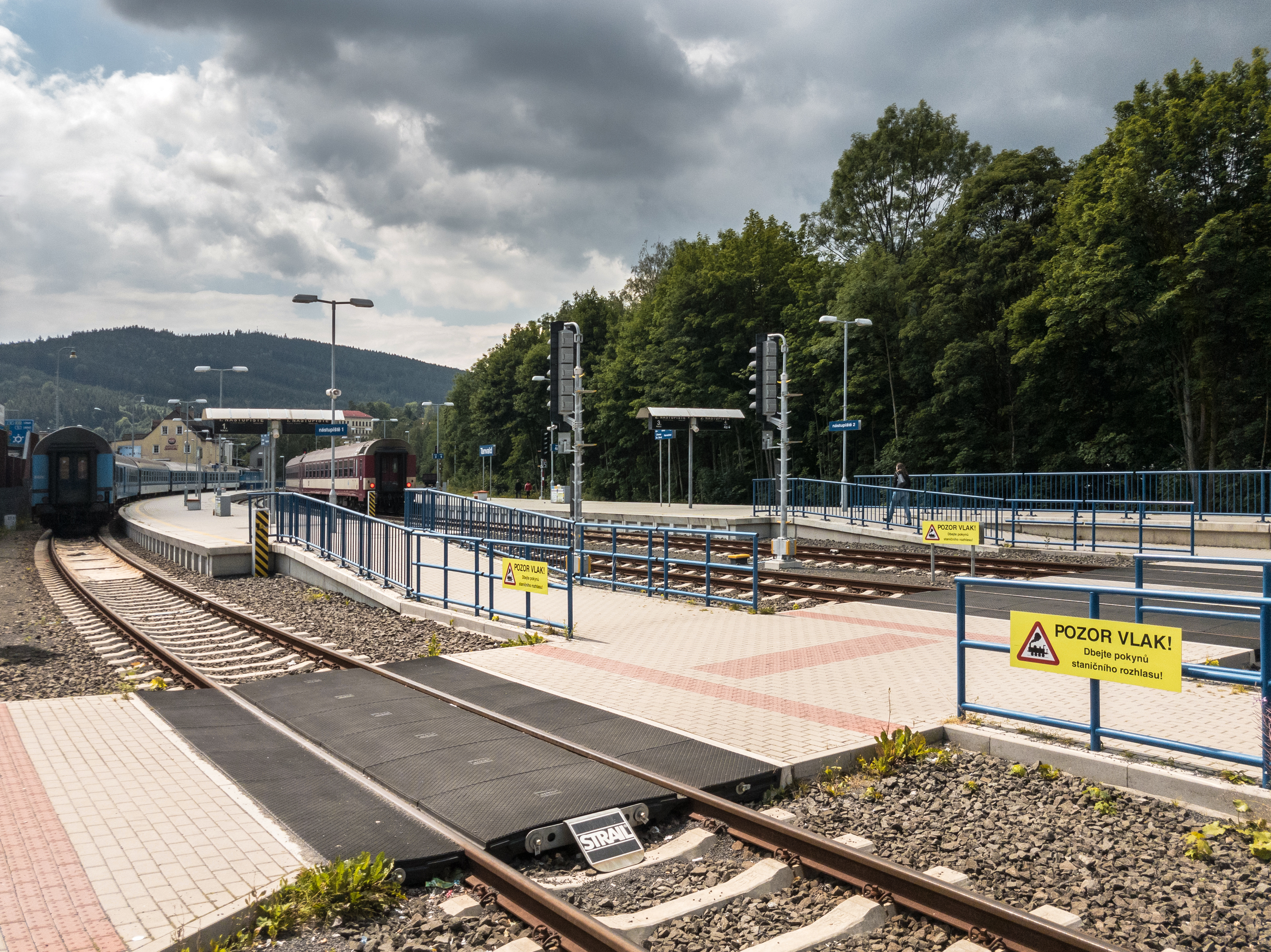
Modernisierter Bahnhof Tanvald (2017)

Neue Perspektiven erhielt die Verbindung ab dem Jahr 2000, als der Bau einer Regiotram Nisa bekanntgegeben wurde. Die Strecke Liberec–Jablonec nad Nisou–Tanvald war dafür als Pilotstrecke ausgewählt worden. Nach den Plänen sollten ab 2007 elektrische Stadtbahnwagen verkehren, die auch auf das Straßenbahnnetz in Liberec übergehen können. Dazu war in Vratislavice ein Verknüpfungspunkt mit dem Straßenbahnnetz in Liberec vorgesehen. Aus Kostengründen kam es nicht zur Realisierung.
Alternativ wird seit 2007 durch den verantwortlichen Liberecký kraj versucht, das Niveau des herkömmlichen Bahnverkehrs zu heben. So kommen auf Bestellung des Liberecký kraj seit 2007 nur noch moderne, zeitgemäße Triebwagen zum Einsatz. In Jablonec, Smržovka und Desná wurden in den Folgejahren neue Haltestellen eröffnet.
Am 5. Februar 2008 wurde auch der Wiederaufbau der grenzüberschreitenden Trasse nach Jelenia Gora beschlossen. Die Strecke wurde am 28. August 2010 wieder eröffnet.
Im Jahresfahrplan 2014 bestand auf der Strecke im Reisezugverkehr ein regelmäßiger Taktfahrplan. Zwischen Liberec und Tanvald war werktags ein durchgängiger 40-Minuten-Takt realisiert, der von Liberec bis Tanvald galt. Ab Tanvald bestanden jedoch Taktlücken, da einzelne Züge in Tanvald endeten bzw. nur bis Desná-Riedlova vila verkehrten, nach Harrachov verkehrten die Züge daher nur zweistündlich. Allerdings wurden einzelne Züge ab Tanvald bis Kořenov weitergeführt, um Anschluss an die grenzüberschreitenden Züge auf der Zackenbahn bis Szklarska Poręba herzustellen, die vom Eisenbahnunternehmen Viamont Regio gefahren wurden. Am Wochenende war der Zugverkehr vor allem auf den touristischen Bedarf ausgerichtet. Bis 2014 verkehrten auch zwei direkte Eilzugpaare in der Relation Dresden–Zittau–Liberec–Tanvald.
Seit Dezember 2015 verkehren die Reisezüge der Linie L1 durchgehend in der Relation Liberec–Szklarska Poręba Górna, wobei bis Harrachov ein Stundentakt realisiert ist. Die Zugkreuzungen finden in Jablonec nad Nisou jeweils zur vollen Stunde und in Tanvald zur halben Stunde etwas vor der üblichen Symmetrieminute statt. Die Strecke ist integriert in den Tarifverbund Euro-Neiße-Ticket im Dreiländereck Deutschland-Polen-Tschechien.
Ab 9. April 2018 bis 14. Dezember 2019 wurden an Wochenenden und Feiertagen zwei Schnellzugpaare der Linie Praha-Vršovice–Tanvald bis Harrachov durchgebunden. Das neue Angebot richtete sich insbesondere an Wanderer und Ausflügler und stellte erstmals eine umsteigefreie Verbindung von Prag ins westliche Riesengebirge her.
Ab 2019 war eine umfassende Reparatur der Strecke zwischen Tanvald und Kořenov geplant. Neben der Instandsetzung des Viaduktes in Desná sollte auch der Oberbau vollständig erneuert werden. In den denkmalgeschützten Zahnstangenabschnitten sollten dabei neue Schwellen eingebaut werden, die in ihrer Form den alten entsprechen. Die Zahnstange und deren Befestigungselemente sollten wiederverwendet werden. Ziel sollte sein, die Strecke für Streckenklasse C3 (20 t Achslast; 7,3 t pro Meter) zuzulassen. Bislang gilt die niedrigstmögliche Streckenklasse A mit 16 t Achslast.
Für das Jahr 2023 war seitens der staatlichen Infrastrukturverwaltung eine Instandsetzung des Tunnels Dolnolučanský geplant. Das Problem des Tunnels ist insbesondere eine mangelhafte Entwässerung und Abdichtung des Tunnelgewölbes, so dass sich im Winter Eiszapfen bilden. Diese ragen ins Lichtraumprofil und gefährden den Zugverkehr. Die Kosten für die Reparatur werden mit 93 Millionen Kronen beziffert.
Im Jahr 2023 sollte nun auch die Instandsetzung der Gleisanlagen im Abschnitt Tanvald–Kořenov und der Einbau einer vereinfachten Zugbeeinflussung ETCS L1 LS Regional erfolgen. Im Gegensatz zu den ursprünglichen Plänen soll die Strecke nun mit Y-Stahlschwellen und neu gefertigten Zahnstangen saniert werden. Gleichzeitig soll der Tunnel Polubenský instand gesetzt werden. Gerechnet wurde mit Kosten von 550 Millionen Kronen. Im Juni 2024 gewann die Firma Chládek & Tintěra aus Litoměřice die Ausschreibung der Infrastrukturverwaltung. Die Kosten werden nun mit 432 Millionen Kronen beziffert, von denen 360 Millionen Kronen über das EU-Förderprogramm Interreg Tschechien-Polen 2021–2027 finanziert werden sollen.
Die Arbeiten begannen am 15. April 2025 im Rahmen einer Vollsperrung der Strecke zwischen Jablonecké Paseky und Kořenov. Teil des Projektes ist auch die schon länger geplante grundlegende Instandsetzung des Tunnels Dolnolučanský. Für die ausfallenden Reisezüge wurde ein Schienenersatzverkehr eingerichtet.

## Streckenbeschreibung

### Verlauf

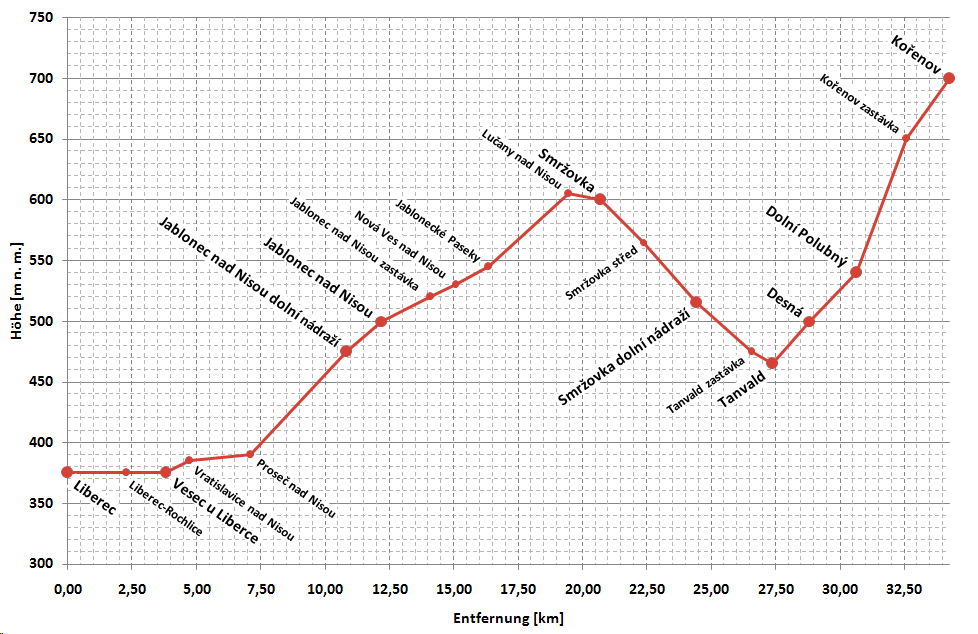
Vereinfachtes Höhenprofil der Strecke

Die Strecke verlässt den Bahnhof Liberec in ostwärtiger Richtung. Sie folgt bis Jablonec der Lausitzer Neiße auf der orografisch linken Seite. Erste größere Steigungen liegen zwischen Proseč nad Nisou und Jablonec, auf diesem Abschnitt war auch die Anlage eines kurzen Tunnels und eines kleinen Viaduktes nötig. Nach dem Bahnhof Jablonec beginnt der lange Steigungsabschnitt bis zum Scheiteltunnel an der Wasserscheide zwischen Lausitzer Neiße und Kamenice. Am Bahnhof Smrzovka zweigt die Nebenlinie nach Josefuv dul ab. Ausgangs des Bahnhofes Smrzovka beginnt ein stetiges Gefälle hinab ins Kamenicetal. Auf diesem Abschnitt befindet sich auch der größte Ingenieurbau der gesamten Strecke, der Viadukt von Smrzovka. In den Bahnhof Tanvald mündet die Strecke von Süden gemeinsam mit der Linie von Železný Brod ein. Stetig ansteigend führt die Strecke von Tanavald im Tal der Desse aufwärts. Hier befinden sich drei Steigungsabschnitte mit einer Maximalsteigung von 58 Promille, die früher nur mit Zahnradbetrieb überwunden werden konnten. Kurz vor dem Endpunkt Kořenov liegt der längste Tunnel der Strecke. Im Bahnhof Kořenov besteht Anschluss an die Strecke nach Jelenia Góra.

### Betriebsstellen
Liberec
Der Bahnhof Liberec (bis 1945: Reichenberg) wurde 1859 von der SNDVB als Endpunkt ihrer Strecke von Pardubice und als Übergabestation zur Zittau-Reichenberger Eisenbahn in Betrieb genommen.
Jablonec nad Nisou dolní nádraží

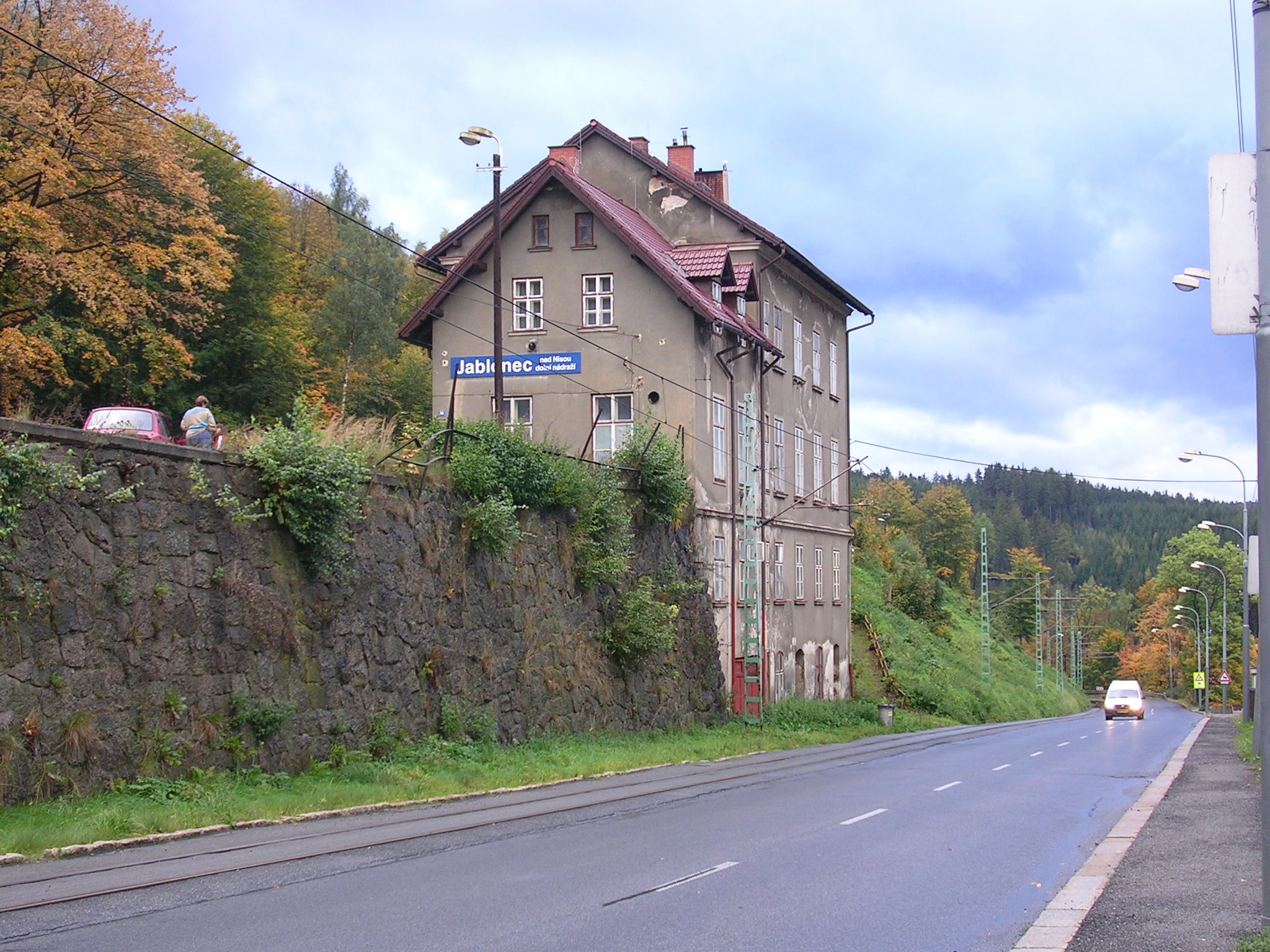
Jablonec nad Nisou dolní nádraží (2007)

Der Bahnhof Jablonec nad Nisou dolní n. (bis 1945: Gablonz-Brandl bzw. Gablonz Abzweigung) verdankt seine Entstehung einer geplanten, aber nie ausgeführten Zweigbahn nach Janov nad Nisou. Jablonec nad Nisou dolní n. hat heute vor allem für den Güterverkehr Bedeutung, die Anschlussbahn des Heizkraftwerkes Jablonec zweigt unmittelbar am Bahnhof ab.
Jablonec nad Nisou
Der Bahnhof Jablonec nad Nisou (bis 1945: Gablonz an der Neiße) ist der zentrale Bahnhof der Mittelstadt Jablonec. Er wurde 1888 anstelle des Lehmgrubenteiches westlich des Stadtzentrums erbaut. Wegen seiner beengten Lage genügte der Bahnhof schon kurze Zeit später nicht mehr den Anforderungen, wesentliche Umbauten und Erweiterungen erfolgten allerdings bis heute nicht.
Smržovka
Der Bahnhof Smržovka (bis 1945: Morchenstern) liegt am Scheitelpunkt nahe der Wasserscheide zwischen Lausitzer Neiße und Kamenice. In Smržovka beginnt die Zweigbahn nach Josefův Důl.
Tanvald

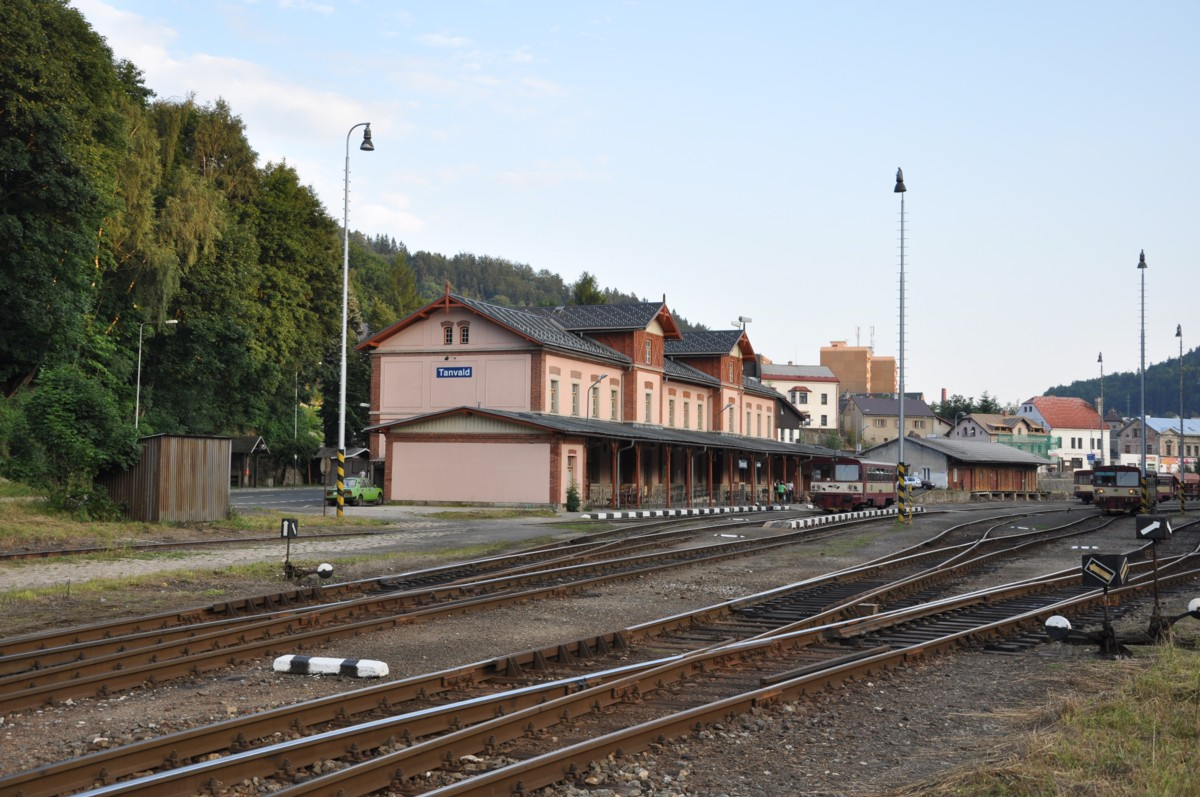
Bahnhof Tanvald (2010)

Der Bahnhof Tanvald (Tannwald-Schumburg) wurde 1875 durch die SNDVB als Endpunkt der Strecke Železný Brod–Tanvald eröffnet. Die RGTE errichtete in Tanvald eine Lokomotiveinsatzstelle, in der bis zur Einstellung des planmäßigen Zahnradbetriebes im Jahr 1983 die dafür nötigen Lokomotiven beheimatet waren. Das Gelände ist heute Sitz des Vereins Železniční společnost Tanvald. Das Empfangsgebäude des Bahnhofes wurde im Jahr 2005 umfassend renoviert.
Desná Riedlova vila
Die Haltestelle Desná Riedlova vila gehört zu jenen Haltepunkten, die Ende der 1990er Jahre neu geplant wurden. Er wurde während einer Streckensperrung im September 2010 neu gebaut. Er befindet sich im Zentrum von Desná unweit der Grundschule und des Infocentrums „Riedlova vila“. Die Eröffnung des Haltepunkts fand im Rahmen einer Festveranstaltung am 27. Oktober 2010 statt.
Dolní Polubný
Der frühere Bahnhof Dolní Polubný (bis 1945: Unterpolaun) liegt auf der Flur von Dolní Polubný, das heute nach Desná eingemeindet ist. Die Station bestand ursprünglich aus dem Streckengleis mit Kreuzungsgleis und einem einseitig angebundenen Ladegleis, das heute als Anschlussbahn der Glashütte Jablonecké sklárny, ehemals Riedel Glas dient. Das Strecken- und das ehemalige Kreuzungsgleis haben eine durchgehende Neigung von fast 24 Promille. Unmittelbar nach dem Bahnhof hat die Strecke ihre größte Neigung von 58 Promille.
Die Zahnstange im Bahnhof lief darum ursprünglich auf allen Gleisen ohne Unterbrechung durch, wobei im Kreuzungsgleis nur eine Zahnstange mit einreihiger Lamelle lag. Die drei im Streckengleis liegenden Weichen waren damit als einzige der Strecke als Zahnstangenweiche ausgeführt. Im Jahr 1992 baute man die verschlissenen Weichen aus, da keine Ersatzteile mehr verfügbar waren. Die Zahnstange ist seitdem im Bahnhof auf einem kurzen Stück an der Anschlussweiche zur Glashütte unterbrochen. Das Kreuzungsgleis wurde in diesem Zusammenhang außer Betrieb genommen.
Desná-Pustínská
Die Haltestelle Desná-Pustínská gehört zu jenen Haltepunkten, die Ende der 1990er Jahre neu geplant wurden. Die Bauarbeiten für den Bahnsteigneubau begannen im April 2010. Am 20. August 2010 wurde der neue Haltepunkt eröffnet.
Kořenov zastávka
Die heutige Haltestelle Kořenov zastávka liegt unmittelbar vor dem Tunnel Polubenský und diente ursprünglich der früheren Gemeinde Přichovice als Zugangsstelle für den Reiseverkehr. Bis 1919 trug die Betriebsstelle den amtlichen Namen Přichowitz und von 1938 bis 1945 Stephansruh. Heute hat die Haltestelle wegen ihrer Ortsferne keine Bedeutung mehr.
Kořenov

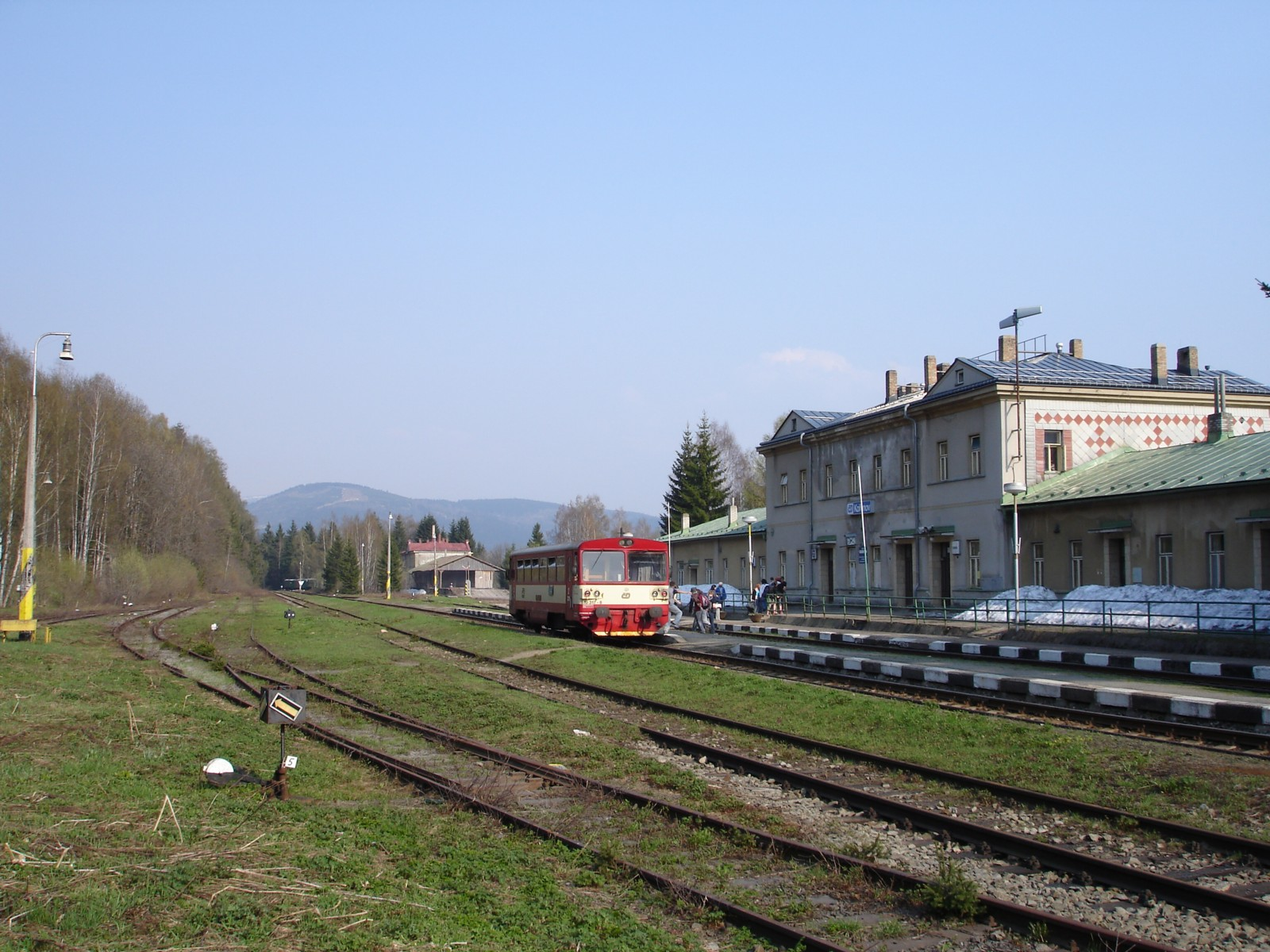
Bahnhof Kořenov (2006)

Der Bahnhof Kořenov (bis 1920: Grünthal/Zelene Udoli, bis 1945: Polubny/Polaun) war früher Grenzbahnhof mit Pass- und Zollkontrolle. Hier endete von 1923 bis 1945 der elektrische Zugbetrieb der Deutschen Reichsbahn von Hirschberg. Reisende mussten von den Zügen der RGTE bzw. später der ČSD in die Züge der Preußischen Staatsbahn bzw. Deutschen Reichsbahn umsteigen. Durchgehende Reisezüge über Polaun hinaus gab es vor 1945 nicht, nur im Güterverkehr gab es Durchfahrten.
Nach 1945 verlor Kořenov seine besondere betriebliche Funktion. Die Anlagen verfielen und wurden später teilweise zurückgebaut. In einem Anbau des Bahnhofes befindet sich seit 2008 ein kleines Eisenbahnmuseum („Muzeum ozubnicové dráhy“) des Eisenbahnvereines Železniční společnost Tanvald. Das frühere Heizhaus wird mittlerweile vom Verein Zubačka zur Unterstellung von Fahrzeugen nachgenutzt.

## Fahrzeugeinsatz

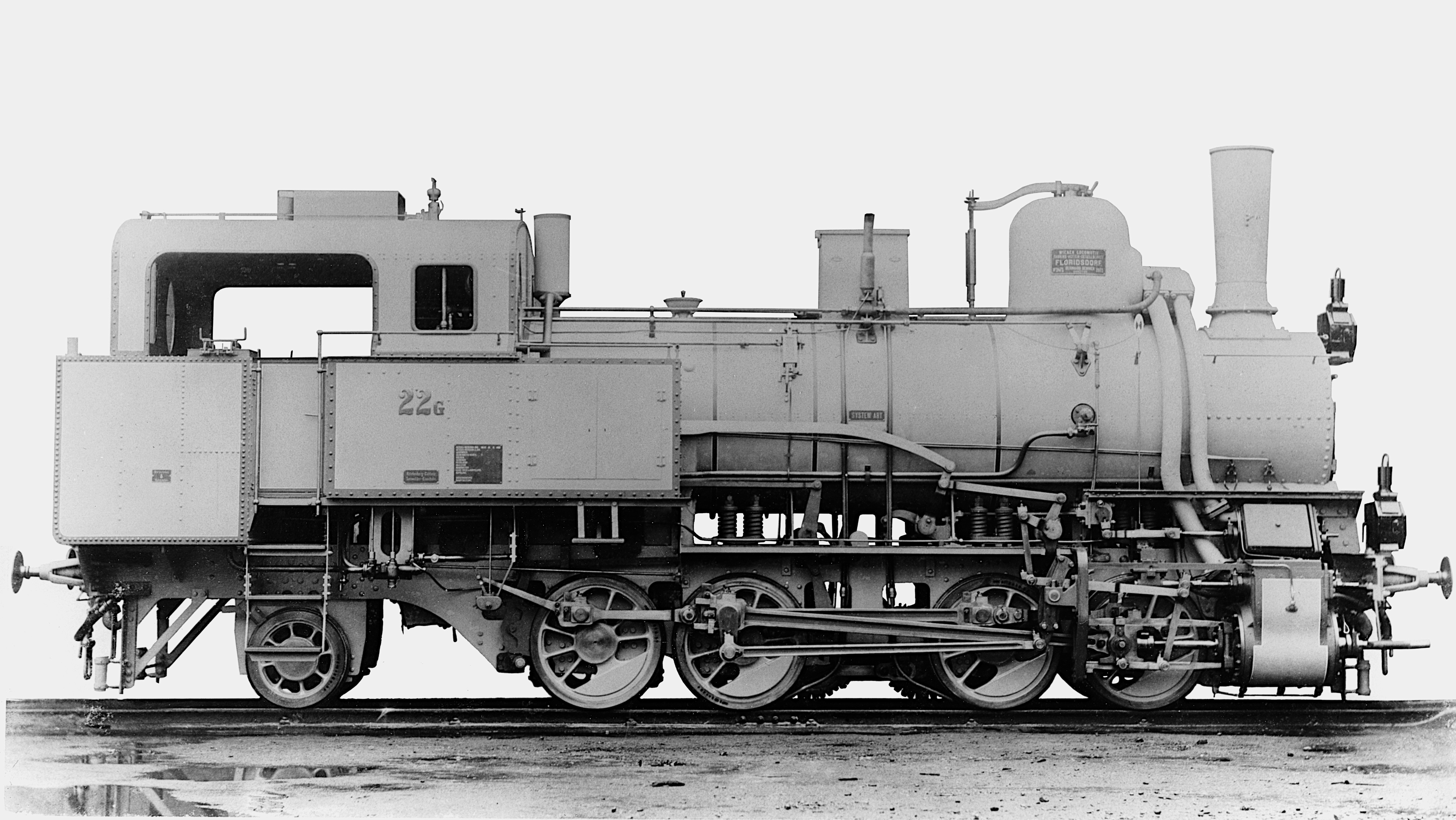
Werkfoto der Zahnraddampflokomotive 22G der RGTE

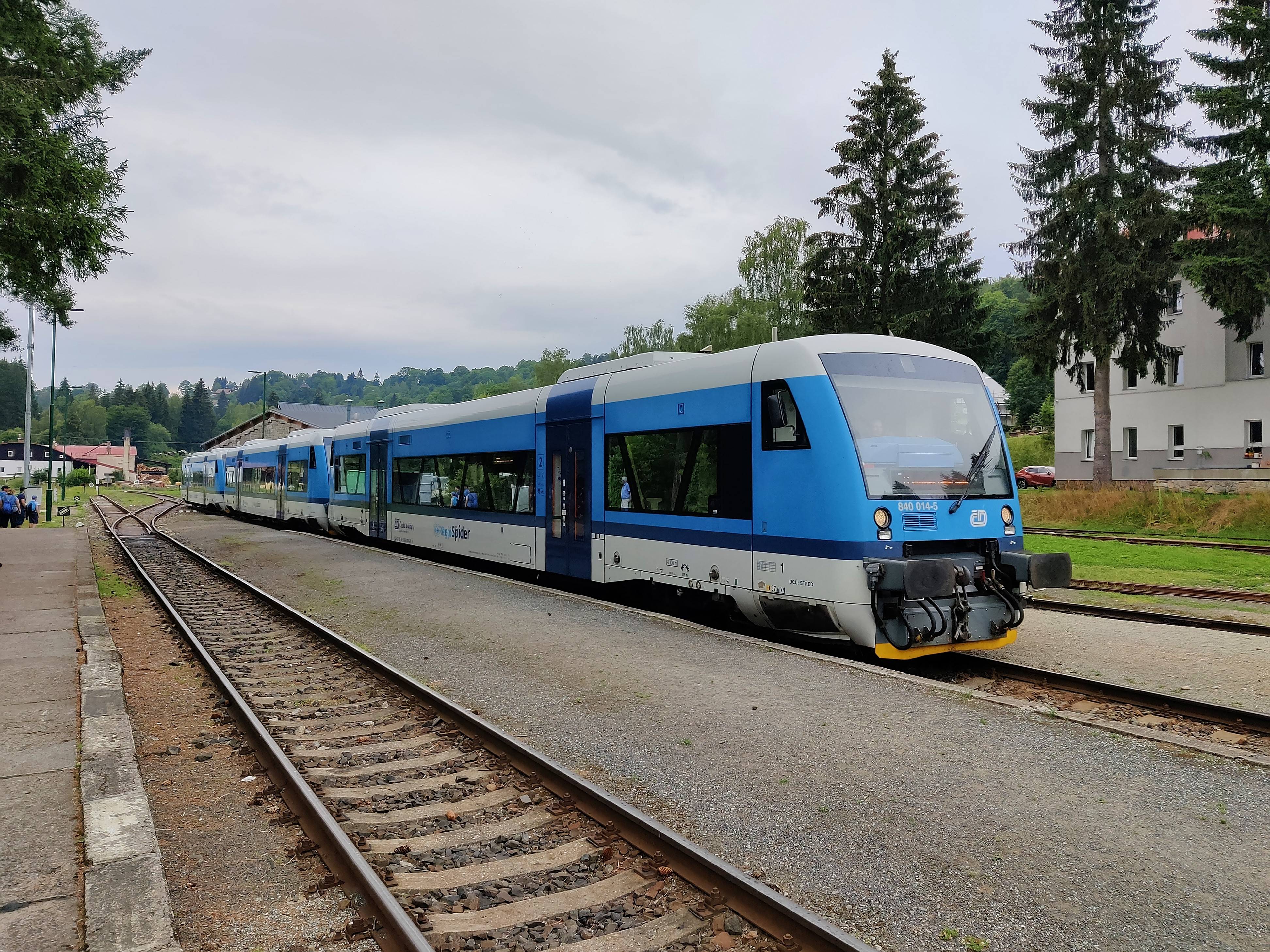
ČD-Baureihe 840 (Kořenov; 2022)

Die Reichenberg-Gablonz-Tannwalder Eisenbahn beschaffte für den Betrieb auf ihrer Zahnradstrecke drei vierfach gekuppelte Zahnradlokomotiven der späteren ČSD-Baureihe 404.0 von der Lokomotivfabrik Floridsdorf in Wien. Die Lokomotiven erhielten von der RGTE die Bahnnummern 21G-23, die kkStB bezeichnete sie als Reihe 169. Die Lokomotiven verblieben stets auf ihrer Stammstrecke, bis sie 1962 durch moderne Zahnraddiesellokomotiven der ČSD-Baureihe T 426.0 abgelöst wurden. Die 404.003 ist erhalten geblieben und steht heute im Eisenbahnmuseum Jaroměř.
Für den Reisezugverkehr wurden 1964 vier Dieseltriebwagen der ČSD-Baureihe M 240.0 beschafft, welche speziell für den Steilstreckenbetrieb mit Magnetschienenbremsen ausgerüstet waren. Ende der 80er Jahre kamen zur Ablösung des Zahnradbetriebes fabrikneue Diesellokomotiven der ČSD-Baureihe 743 auf die Strecke, welche später auch die mittlerweile überalterten Triebwagen der Reihe M 240.0 im Reisezugverkehr verdrängten. Die Privatbahn GJW setzte 1998 erstmals Triebwagen der ČD-Baureihe 810 ein. Mit diesen leistungsschwachen, für Steilstrecken faktisch ungeeigneten Fahrzeugen wurde der Betrieb bis in die jüngere Zeit bei geringer Auslastung abgewickelt.
Im Frühjahr 2006 fanden Versuchsfahrten mit moderneren, leistungsstärkeren Triebwagen statt, um deren Eignung für den Steilstreckenbetrieb zu untersuchen. Seit dem 18. März 2007 verkehrten vierachsige Triebwagen der Baureihe 843 auf der Strecke, die sich seit Juni 2007 den Betrieb mit den rekonstruierten Triebwagen der Baureihe 854 teilten. Seit dem 27. Dezember 2011 kommen ausschließlich die steilstreckentauglichen Triebwagen der ČD-Baureihe 840 „RegioSpider“ planmäßig auf der Linie L1 zwischen Liberec und Harrachov zum Einsatz. Die durchgehenden Züge Dresden–Liberec–Tanvald wurden zunächst mit den Triebwagen der DB-Baureihe 612 und zuletzt mit der DB-Baureihe 642 gefahren. Für die Schnellzüge von Prag nach Harrachov kommen Triebwagen der ČD-Baureihe 854 mit entsprechendem Steuerwagen zum Einsatz.
Für den Betrieb auf der Steilstrecke zwischen Tanvald und Kořenov waren langfristig ausschließlich die Baureihen 715, 743, 810, 820, 840, 843 und 854 zugelassen. Mit der Baureihe 843 kam es bei der Fahrt ins Tal 2012 zu wiederholter Fehlbedienung der Bremsen durch Triebzugführer. Der Triebzug meldete diesen Bedienfehler nicht. Die mit Reisenden besetzten Triebzüge passierten Bögen mit deutlich überhöhter Geschwindigkeit (über 80 km/h). Daher hat das Eisenbahnamt den Betrieb dieses Triebwagens auf dieser Strecke limitiert und noch 2012 komplett untersagt.

## Železniční společnost Tanvald

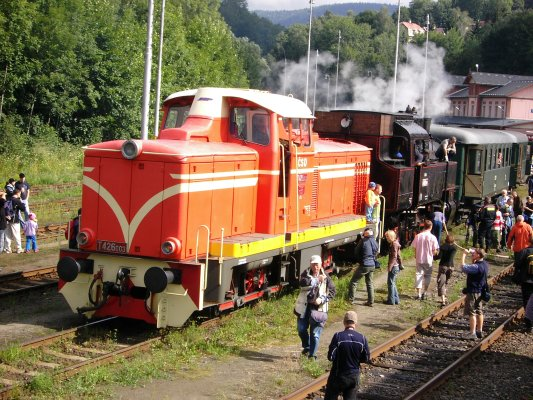
Sonderfahrt mit Zahnraddiesellokomotive T 426.003 (2006)

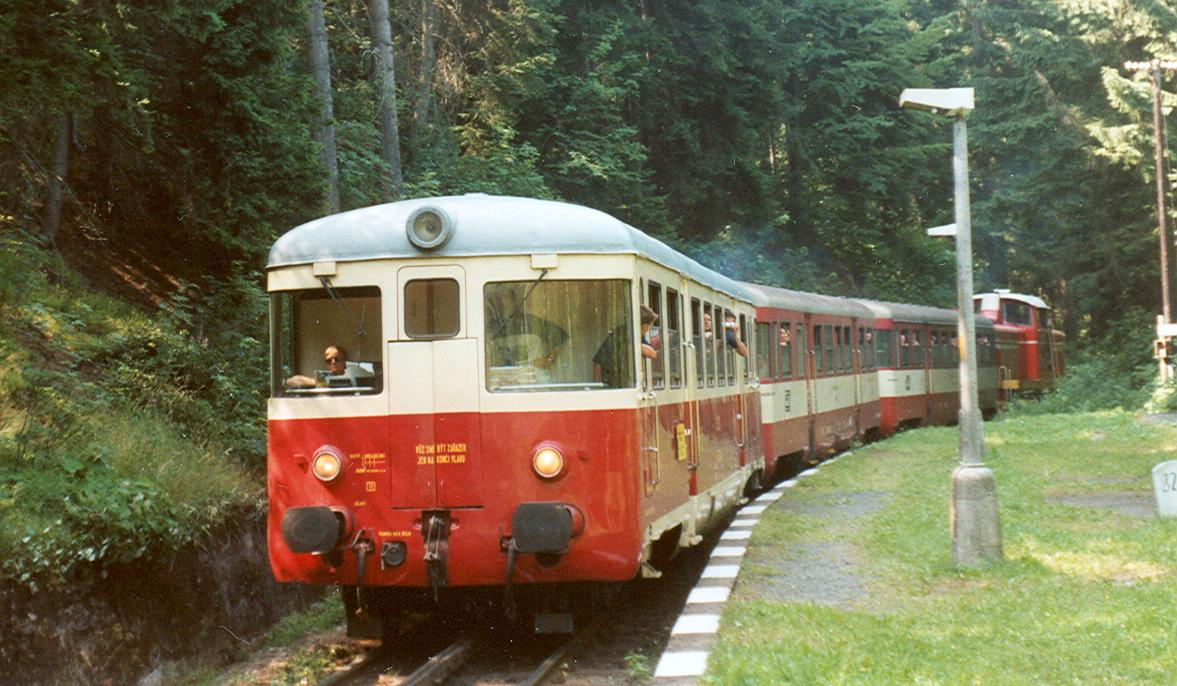
Nostalgiezug der Železniční společnost Tanvald bei Kořenov zastávka (2006)

Der gemeinnützige Verein Železniční společnost Tanvald („Eisenbahngesellschaft Tanvald“) wurde im Jahr 2003 zur Rettung und zum Schutz des Technischen Denkmals Zahnradbahn Tanvald–Kořenov–Harrachov gegründet. Im Juli 2003 wurde er im Kreisamt Ústí nad Labem ins Vereinsregister eingetragen. Die wichtigsten Vereinsziele waren anfangs die Etablierung eines regelmäßigen Nostalgieverkehrs mit den historischen Fahrzeugen der Zahnradbahn, die Einrichtung eines Museums zur Geschichte der Zahnradbahn im Bahnhof Kořenov, der Wiederaufbau des Heizhauses im Bahnhof Kořenov und die Erneuerung der grenzüberschreitenden Verbindung nach Polen.
Sichtbarstes Ergebnis der Vereinsarbeit ist heute der regelmäßig durchgeführte Nostalgieverkehr mit den originalen Fahrzeugen der Zahnradbahn. Das Eisenbahnmuseum im Bahnhof Kořenov besteht seit 2007. Es beherbergt neben Exponaten zur Zahnradbahn auch eine Ausstellung zum elektrischen Eisenbahnbetrieb auf der Strecke Hirschberg–Polaun bis 1945. Der Wiederaufbau des Heizhauses in Kořenov wurde 2015 begonnen und 2016 abgeschlossen. Angedacht ist zudem die Aufarbeitung der Zahnraddampflokomotive 404.003 (ehem. 23G POLAUN der RGTE) in Zusammenarbeit mit dem Eigentümer Technisches Nationalmuseum Prag.